# Crinum amphibium
Crinum amphibium är en amaryllisväxtart som beskrevs av Bjorå och Inger Nordal. Crinum amphibium ingår i släktet Crinum, och familjen amaryllisväxter. Inga underarter finns listade i Catalogue of Life.